# باشگاه فوتبال کداح
باشگاه فوتبال کداح یک باشگاه فوتبال در ایالت کداح در کشور مالزی می‌باشد که در سوپر لیگ مالزی بازی می‌کند. این باشگاه در سال ۱۹۲۴ تأسیس شده‌است.امین نظری هم اکنون عضو این تیم است.